# تشاك شومر
تشارلز إيليس شومر (مواليد 23 نوفمبر 1950)، هو سياسي أمريكي، يشغل منصب كبير أعضاء مجلس الشيوخ الأمريكي عن ولاية نيويورك منذ عام 1999. ينتمي إلى الحزب الديمقراطي، قاد الكتلة الديمقراطية في مجلس الشيوخ منذ عام 2017، وشغل منصب زعيم الأغلبية في المجلس من 2021 حتى 2025. كما تولى منصب زعيم الأقلية في مجلس الشيوخ في فترتين، الأولى من 2017 إلى 2021، والثانية منذ 2025. أصبح كبير أعضاء مجلس الشيوخ عن نيويورك في عام 2001 بعد تقاعد دانييل باتريك موينهان. وفي عام 2022، انتخب لفترة خامسة في المجلس، متجاوزًا موينهان وجاكوب ك. جافيتس كأطول عضو خدمة في مجلس الشيوخ عن ولاية نيويورك. وهو عميد وفد نيويورك في الكونغرس.
ولد شومر في بروكلين، وتخرج من كلية هارفارد وكلية الحقوق في هارفارد. بدأ مسيرته السياسية كعضو في الجمعية التشريعية لولاية نيويورك لمدة ثلاث فترات من 1975 إلى 1980. ثم شغل تسع فترات متتالية في مجلس النواب الأمريكي من 1981 إلى 1999، حيث مثل في البداية الدائرة الانتخابية السادسة عشر لنيويورك، قبل أن تنتقل إلى الدائرة العاشرة عام 1983 ثم الدائرة التاسعة بعد عشر سنوات. في عام 1998، انتخب شومر لمجلس الشيوخ، متغلبًا على عضو مجلس الشيوخ الجمهوري الثلاثي الأدوار آل داماتو. وأُعيد انتخابه في الأعوام 2004 بنسبة 71%، و2010 بنسبة 66%، و2016 بنسبة 70%، و2022 بنسبة 56%.
ترأس شومر لجنة حملات مجلس الشيوخ الديمقراطية من 2005 إلى 2009، حيث أشرف على تحقيق 14 مكسبًا ديمقراطيًا في انتخابات مجلس الشيوخ لعامي 2006 و2008. كان يشغل المرتبة الثالثة بين الديمقراطيين في المجلس بعد زعيم الأغلبية هاري ريد والنائب الرئيسي ديك دوربين. كما شغل منصب نائب رئيس الكتلة الديمقراطية في مجلس الشيوخ من 2007 إلى 2017، وترأس لجنة السياسة الديمقراطية في المجلس من 2011 إلى 2017. بعد فوزه بولاية رابعة في عام 2016، انتخب بالإجماع زعيمًا للديمقراطيين ليخلف ريد الذي تقاعد.
في يناير 2021، أصبح شومر زعيم أغلبية مجلس الشيوخ، ليكون أول زعيم يهودي في تاريخ مجلس الشيوخ الأمريكي. خلال قيادته، قاد تمرير عدد من المبادرات التشريعية الرئيسية لإدارة بايدن، منها قانون خطة الإنقاذ الأمريكي لعام 2021، وقانون استثمار البنية التحتية والوظائف، وقانون خفض التضخم لعام 2022، وقانون الرقائق والعلوم، وقانون المجتمعات الآمنة عبر الحزبين، وقانون احترام الزواج. وتحت قيادته، أقر مجلس الشيوخ أكبر عدد من قضاة المحاكم الفدرالية خلال السنتين الأوليين لأي رئاسة منذ جون ف. كينيدي، كما شهد تقديم أكثر التعيينات القضائية تنوعًا في التاريخ الأمريكي، بما في ذلك كيتانجي براون جاكسون، أول امرأة أمريكية من أصل أفريقي تخدم في المحكمة العليا.

## أسرته ونشأته
وُلد شومر في ميدوود، بروكلين، فوالدته هي سلمى (ني روزين) ووالده ابراهام شومر. كان والده يدير عملاً في إبادة الحشرات، وكانت والدته ربة منزل. يدين هو وعائلته باليهودية، وهو ابن عم ثان للممثلة إيمي شومر. نشأ أسلافه في مدينة تشورتكيف، غاليسيا، في ما يعرف الآن بغرب أوكرانيا.
التحق بالمدارس العامة في بروكلين ، وسجل 1600 درجة فائقة في اختبار سات ، وتخرج متفوقاً على الفصل في مدرسة جيمس ماديسون الثانوية ، في عام 1967. تنافس شومر على ماديسون هاي في برنامج المسابقة التلفزيونية إنه أكاديمي . التحق بكلية هارفارد ، حيث أصبح مهتمًا بالسياسة وقام بحملة لصالح يوجين مكارثي ، في عام 1968. بعد الانتهاء من شهادته الجامعية ، واصل دراسته في كلية الحقوق بجامعة هارفارد ، وحصل على دكتوراه في القانون مع مرتبة الشرف في عام 1974. انتمى شومر لنقابة المحامين في ولاية نيويورك في أوائل عام 1975. ومع ذلك ، لم يمارس المحاماة أبدًا ، واختار العمل في السياسة بدلاً من ذلك

## بداية مسيرته
في عام 1974، ترشّح شومر وانتُخب لعضوية جمعية ولاية نيويورك، حيث شغل المقعد الذي شغله سابقًا النائب الأمريكي ستيفن سولارز، معلّمه. خدم شومر ثلاث فترات بين عامي 1975 و1981، بوصفه عضوًا في الهيئات التشريعية رقم 181 و182 و183 لولاية نيويورك.
في عام 1980، نالت إليزابيث هولتزمان، ممثلة الدائرة السادسة عشرة في مجلس النواب الأمريكي، ترشيح الحزب الديمقراطي لمقعد مجلس الشيوخ الذي شغله الجمهوري جاكوب جافيتس. ترشّح شومر لشغل المقعد الذي أخلته هولتزمان في مجلس النواب وفاز به. أُعيد انتخابه ثماني مرات عن الدائرة التي تشمل بروكلين وكوينز، والتي تغيّر رقمها مرتين خلال فترة ولايته، فحملت الرقم 16 من عام 1981 حتى عام 1983، ثم الرقم 10 من عام 1983 حتى عام 1993، وأخيرًا الرقم 9 بدءًا من عام 1993. في عام 1982، وبسبب إعادة تقسيم الدوائر الانتخابية، واجه شومر احتمال التنافس مع سولارز، غير أن هذه المواجهة لم تحدث. استعد شومر لهذا الاحتمال من خلال بناء علاقات في وول ستريت، مستفيدًا من دعم كبرى شركات المحاماة وشركات الأوراق المالية في المدينة. صرّح لاحقًا لوكالة أسوشيتد برس: «أخبرتهم أنني أواجه معركةً شديدة الصعوبة نتيجة إعادة توزيع الدوائر. إذا أردت فرصةً لإعادة انتخابي، فسأحتاج إلى بعض الدعم».
قدّم شومر قانون استعادة الحرية الدينية «RFRA» في 11 مارس 1993.
بصفته عضوًا في اللجنة القضائية بمجلس النواب، كان واحدًا من أربعة أعضاء في الكونغرس أشرفوا على تحقيق مجلس النواب في جلسات الاستماع المتعلقة بحصار واكو عام 1995، حيث تولّى قيادة دفاع الحزب الديمقراطي عن إدارة كلينتون.

## مجلس الشيوخ الأمريكي (1999 - حتى الآن)
في عام 1998، ترشّح شومر لمجلس الشيوخ. نال 51% من الأصوات في الانتخابات التمهيدية للحزب الديمقراطي، متفوّقًا على جيرالدين فيرارو التي حصلت على 21%، ومارك جرين الذي حصل على 19%. في الانتخابات العامة، حصل على 54% من الأصوات، متغلّبًا على الجمهوري آل داماتو، الذي شغل المنصب لثلاث فترات، بنسبة 44%.
في عام 2004، أُعيد انتخاب شومر بنسبة 71% من الأصوات، متفوّقًا على المرشح الجمهوري هوارد ميلز، عضو الجمعية التشريعية من ميدلتاون، والمحافظة مارلين إف. أوغرادي. استاء عدد كبير من الجمهوريين في نيويورك من اختيار ميلز بدلًا من المحافظ مايكل بنيامين، الذي تفوّق على ميلز في جمع التبرعات والتنظيم. اتّهم بنيامين علنًا رئيس الحزب الجمهوري ساندي تريدويل والحاكم جورج باتاكي بمحاولة استبعاده من سباق مجلس الشيوخ وتقويض العملية الديمقراطية. تفوّق شومر على ميلز بفارق 2.8 مليون صوت، وفاز في جميع مقاطعات الولاية باستثناء مقاطعة هاميلتون في جبال أديرونداك، وهي الأقل سكانًا والأكثر محافظة. أقرّ ميلز بالهزيمة بعد دقائق من إغلاق صناديق الاقتراع، وقبل إعلان النتائج.
أظهر استطلاع رأي أجرته مؤسسة «SurveyUSA» في أبريل 2009 أن نسبة تأييد شومر بلغت 62%، في مقابل 31% غير راضين.
من أبرز مساعدي شومر السابقين: النائب الأمريكي السابق أنتوني وينر، وعضو مجلس الشيوخ السابق لولاية نيويورك دانيال سكوادرون، وعضوا مجلس ولاية نيويورك فيل جولدفيدر وفيكتور إم. بيتشاردو.
بعد الانتخابات الرئاسية الأمريكية لعام 2016، صرّح شومر بأن الحزب الديمقراطي خسر بسبب افتقاره إلى «رسالة اقتصادية قوية وجريئة»، ودعا الديمقراطيين إلى الضغط من أجل إصلاحات في قوانين التعليم الجامعي والتجارة.

### زعيم الديمقراطيين في مجلس الشيوخ
انتخبت الكتلة الديمقراطية في مجلس الشيوخ شومر زعيمًا للأقلية في نوفمبر 2016. توقّع كثيرون أن يتولّى شومر قيادة الديمقراطيين في مجلس الشيوخ بعد إعلان هاري ريد تقاعده عام 2015. يُعد شومر أول نيويوركي، وأول يهودي، يشغل منصب زعيم مجلس الشيوخ. في 20 يناير 2021، سيطر الديمقراطيون على مجلس الشيوخ بعد أداء اليمين الدستورية من قِبل عضوي مجلس الشيوخ المنتخبين حديثًا عن ولاية جورجيا، جون أوسوف ورافائيل وارنوك، إثر جولة الإعادة في انتخابات 2020-2021 وجولة الإعادة الخاصة، ما جعل شومر زعيم الأغلبية خلفًا للجمهوري ميتش ماكونيل.

### صراع مارس 2025 حول مشروع قانون التمويل
في 21 مارس 2025، أعلن شومر معارضته لقرار مجلس النواب المتعلق بتمديد تمويل الميزانية الفيدرالية الأمريكية لعام 2025 حتى 30 سبتمبر 2025. في اليوم التالي، تراجع عن موقفه، وكتب في صحيفة «نيويورك تايمز» أن «الإغلاق الحكومي سيمنح السيد ترامب والسيد ماسك الإذن بتدمير الخدمات الحكومية الحيوية بوتيرة أسرع بكثير». أثار هذا التصريح غضب عدد من الديمقراطيين في مجلس النواب، من بينهم ألكسندريا أوكاسيو كورتيز ونانسي بيلوسي. نتيجة لذلك، تأجّلت جولته الترويجية لكتابه لأسباب أمنية. بعد التصويت، واجه شومر ضغوطًا للتنحي عن منصبه كزعيم لمجلس الشيوخ، غير أنه أعلن عدم نيّته القيام بذلك.

### الأسلوب السياسي
يُعد ميل شومر إلى الدعاية موضوعًا شائعًا بين عدد كبير من المعلقين، وقد وُصف بأنه «محب للدعاية لا يُصلح». قال بوب دول ساخرًا: «أخطر مكان في واشنطن هو بين تشارلز شومر وكاميرا التلفزيون». ومازح باراك أوباما قائلًا إن شومر أحضر الصحافة إلى مأدبة عشاء كـ «أحبائه». غالبًا ما يُنظّم شومر ظهوره الإعلامي أيام الأحد، وقد أشار البعض إلى نجاحه في استخدام وسائل الإعلام لتعزيز مكانته السياسية على الصعيد الوطني وبين ناخبيه. ظهر شومر في برنامج «ذا ديلي شو» سبع مرات.
في واشنطن، لعب دورًا رائدًا في بناء التوافق حول قضايا شائكة مثل الرعاية الصحية والهجرة والتنظيم المالي.
بصفته رئيسًا للجنة الكونغرس المشتركة المعنية بمراسم التنصيب خلال حفل تنصيب باراك أوباما لولايته الثانية، أدّى شومر دورًا محوريًا في تنظيم الحدث، وألقى خطاب الافتتاح، وتولّى مهمة عريف الحفل. انتشرت صورة تُظهر شومر مبتسمًا وهو يطلّ من خلف ماليا أوباما أثناء أداء الرئيس اليمين الدستورية انتشارًا واسعًا، وأصبحت ميمًا ساخرًا. رغم وصفها «باللقطة الفاشلة»، فإنها لم تكن كذلك في الواقع، إذ كان يقف في الموضع الصحيح. علّقت صحيفة «هافينغتون بوست» بسخرية: «من الواضح أن يوم التنصيب كان من نصيب تشاك شومر».

### القضايا المحلية
يفخر شومر بزيارة جميع مقاطعات نيويورك الـ 62 سنويًا، وقد واظب على ذلك طوال سنوات خدمته في مجلس الشيوخ، ويُعد السيناتور النيويوركي الوحيد الذي قام بذلك. يشتهر شومر بتركيزه على القضايا المحلية التي تهم سكان نيويورك العاديين، والتي لا تُدرج عادةً ضمن أولويات أعضاء مجلس الشيوخ الأمريكي، بدءًا من السياحة والضرائب المحلية وصولًا إلى خلق فرص العمل. عندما تبيّن أن شركة أديداس تعتزم إنهاء عقدها لتصنيع قمصان دوري كرة السلة الأمريكي للمحترفين «NBA» مع شركة «أمريكان كلاسيك أوتفيترز»، وهي شركة ملابس تقع في شمال ولاية نيويورك، لصالح الاستعانة بمصادر خارجية للإنتاج في الخارج، وجّه شومر انتقادًا شديدًا إلى الشركة، محذرًا من المخاطر التي قد تهدد وظائف 100 عامل في المصنع.
عندما تبيّن أن شركة كانون تُفكّر في نقل مقرها الرئيسي من لونغ آيلاند بسبب خلاف حول تمويل البنية التحتية للطرق، تدخّل شومر ودعا ولاية نيويورك إلى إعادة توجيه أموال التحفيز الفيدرالية لإجراء تحسينات على الطرق، بهدف الحفاظ على الشركة ووظائفها في لونغ آيلاند. بالتعاون مع زملائه في مجلسي النواب والشيوخ، نجح شومر في إحباط خطة خصخصة تعود إلى عهد إدارة بوش، كانت تستهدف عمال النظافة والمرافق في الأكاديمية العسكرية الأمريكية في ويست بوينت. نصّت الخطة على نقل تلك الأعمال إلى شركة في جورجيا.

## روابط خارجية
- تشاك شومر على موقع IMDb (الإنجليزية)
- تشاك شومر على موقع ميتاكريتيك (الإنجليزية)
- تشاك شومر على موقع الموسوعة البريطانية (الإنجليزية)
- تشاك شومر على موقع روتن توميتوز (الإنجليزية)
- تشاك شومر على موقع مونزينجر (الألمانية)
- تشاك شومر على موقع رولينغ ستون (الإنجليزية)
- تشاك شومر على موقع إن إن دي بي (الإنجليزية)
- تشاك شومر على موقع قاعدة بيانات الفيلم (الإنجليزية)
- تشاك شومر على موقع ليتربوكسد (الإنجليزية)
- تشاك شومر على موقع كينوبويسك (الروسية)